# Kerttu Vuolab

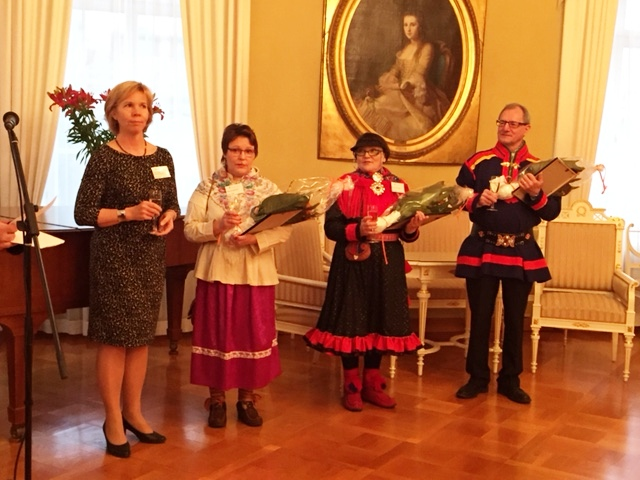
Utrikesminister Anna-Maja Henriksson och tre vinnare av Gollegiellapriset 2014: Seija Sivertsen, Kerttu Vuolab och Mikael Svonni

Kerttu Maarit Kirsti Vuolab, född 1 maj 1951 i Vuovdaguoika i Tanadalen i Utsjoki kommun i Finland, är en nordsamiskspråkig författare.

## Biografi
Kerttu Vuolab skriver på nordsamiska, framför allt för barn och ungdom, och illustrerar sina egna böcker. Hon har också skrivit texter till melodier av Mari Boine.
Hennes bok Paradisets stjärna: en sägesroman, som behandlar samisk mytologi, nominerades till Nordiska rådets litteraturpris 2011.
Hon bor i Vuovdaguoika i Utsjoki.